# Stadio Bruno Nespoli
Lo stadio Bruno Nespoli è il principale impianto sportivo di Olbia, campo casalingo dell'Olbia Calcio 1905.
In passato ci hanno giocato nei campionati di Serie C anche il Tavolara e l'Arzachena.
L'impianto è stato dedicato al giovane portiere dell'Olbia Bruno Nespoli, morto a seguito di un contrasto di gioco durante una partita nel 1960.
L'impianto presenta una tribuna centrale di circa 2000 posti con una parte coperta (500 posti), dove sorge la tribuna stampa intitolata a Tore Marini, oltre a due tribune, una detta Innocenti che ospita i tifosi dell'Olbia con una capienza di 1800/2000 spettatori, ed una in tubi metallici da 800/1000 posti per le tifoserie ospiti.
La capienza dello stadio è stata ridotta da 8 000 posti a 3 209 in seguito ai nuovi regolamenti stabiliti dalla Lega Calcio.
Nel 2005 ha ospitato l'incontro amichevole tra le rappresentative giovanili Under 21 di Italia e Russia.
Oltre a questo importante evento, ha ospitato un torneo delle Regioni nel 2004, ed un torneo delle varie rappresentative dei gironi di Serie D nel 2003.
Lo stadio ha inoltre ospitato vari concerti, tra i quali uno di Eros Ramazzotti nel 2005 e uno di Gianna Nannini.

## Gare internazionali
- Italia U-16 -  Svizzera U-16: 2-0
- Italia U-21 -  Russia U-21: 2-1

## Scheda tecnica dello stadio

### Descrizione dell'impianto
- Copertura: SI
- N. Spettatori seduti: 4000
- N. Spettatori in piedi:
- N. Posti tribuna stampa: 20
- N. Posti coperti: 600
- Capienza totale: 4000
- Distanza max spettatori dal campo: 15 m

### Informazioni tecniche
- Dimensione campo: 107x65 m
- Larghezza minima campo destinazione: 2,5 m
- Distanza minima ostacoli fissi: 2,5 m
- Separazione interna: recinzione
- Tabellone elettronico: No
- Amplificazione sonora: Sì
- Protezione area rigore: Sì
- Illuminazione campo: Sì
- Campo preriscaldamento: No
- Impianto TV circuito chiuso: Sì